# Международный центр по урегулированию инвестиционных споров
Международный центр по урегулированию инвестиционных споров, МЦУИС (англ. ICSID — International Centre for Settlement of Investment Disputes) — одно из автономных международных учреждений, которое, наряду с Международной финансовой корпорацией (МФК) и Многосторонним агентством по инвестиционным гарантиям (МАГИ) и самим Всемирным банком входит в Группу организаций Всемирного банка, являющуюся специализированным учреждением Организации Объединённых Наций. Целью МЦУИС является обеспечение правовых возможностей для примирения сторон и для арбитражных процедур в международных инвестиционных спорах. Центр стремится устранить внеэкономические препятствия на пути частных инвестиций и рассматривается как авторитетное международное арбитражное учреждение при урегулировании споров между государствами и частными инвесторами (международный инвестиционный арбитраж). Центр возглавляют избираемые Председатель и Генеральный секретарь.

## История
Исторически разрешение споров между инвестором и государством-реципиентом осуществлялось посредством международного публичного права, а именно дипломатической защиты. Таким образом, инвестиционные споры носили межгосударственный характер. В дальнейшем международные инвестиционные отношения стали оформляться в договорах о защите и поощрении капиталовложений, некоторые из которых предусматривают защиту в судах принимающего государства.
Однако государственные суды не всегда могут объективно относиться к разрешению дела, поэтому создание органа рассмотрения трансграничных инвестиционных споров в XX веке стало актуальным вопросом.
МЦУИС основан в соответствии с Конвенцией по урегулированию инвестиционных споров между государствами и гражданами других государств (т. н. Вашингтонской конвенцией). Конвенция установила статус МЦУИС, его организационную структуру и основные функции. Конвенция была открыта для подписания 18 марта 1965 года и вступила в силу 14 октября 1966 года.

## Принцип работы организации

Группа зданий Всемирного банка, в которой расположен МЦУИС

МЦУИС работает, руководствуясь Конвенцией по урегулированию инвестиционных споров. Конвенция рассматривает два основных пути решения споров: примирение сторон и арбитражное производство. В соответствии с этим, конвенция содержит процедурные правила для возбуждения дел, для слушаний по вопросу примирения сторон и для проведения арбитража. Обслуживание сторон в Центре является добровольным и платным. Размер платы утверждается Генеральным секретарем. В настоящее время во многих договорах, заключаемых в области трансграничных инвестиций, приводится ссылка на МЦУИС как на арбитра в случае возникновения инвестиционных споров.
В 1978 году компетенция Центра была расширена с принятием дополнительного протокола к Вашингтонской конвенции (дополнительные средства разрешения инвестиционных споров). Данный документ сделал возможным:
- применение примирительной и арбитражной процедур для разрешения споров в том случае, если государство-реципиент или государство принадлежности инвестора не являются стороной в конвенции;
- применение примирительной и арбитражной процедур в спорах, которые не возникли напрямую из инвестиций;
- установление фактов (не является разрешением спора по существу, а служит его предотвращению)[2][3].

## Членство
Членами МЦУИС являются 154 государства и Косово (по состоянию на апрель 2022 года).
Подписали, но еще не ратифицировали договоры о вступлении: Белиз, Джибути, Доминиканская Республика, Эфиопия, Гвинея-Бисау, Намибия, Таиланд, Россия.
Бывшие члены: Боливия, Эквадор.
Страны, не являющиеся членами МЦУИС: Кыргызстан, Андорра, Ангола, Антигуа и Барбуда, Бутан, Бразилия, Острова Кука, Куба, Доминика, Экваториальная Гвинея, Эритрея, Гуам, Индия, Иран, Кирибати, Лаос, Лихтенштейн, Ливия, Мальдивские острова, Маршалловы острова, Монако, Черногория, Мьянма, Науру, Ниуэ, Северная Корея, Палау, Польша, Южная Африка, Суринам, Таджикистан, Тувалу, Вануату, Ватикан, Вьетнам.